# Tensigh
Tensigh è un comune del dipartimento di Tijikja, situato nella regione di Tagant in Mauritania. Contava 6.590 abitanti nel censimento della popolazione del 2000 e 6781 nel 2013.